# Footloose (banda sonora)
Footloose: Original Soundtrack of the Paramount Motion Picture  es el título de los álbumes que recopilan las bandas sonoras de las películas Footloose de 1984 y del remake Footloose (2011).

## Footloose(banda sonora de 1984)
Footloose: Original Soundtrack of the Paramount Motion Picture es la banda sonora original de la película Footloose de Paramount. El álbum, de nueve temas, fue publicado en 1984, alcanzando el número 1 del Billboard 200 el 21 de abril de 1984, puesto que mantuvo hasta el 30 de junio de ese mismo año. En 1998 fue reeditado, incluyendo cuatro bonus tracks que no aparecían en la edición de 1984. El álbum original produjo seis sencillos que entraron el top 40 del Billboard Hot 100, de los que tres llegaron al Top 10, incluyendo dos números 1, "Footloose" de Kenny Loggins y "Let's Hear It for the Boy" de Deniece Williams. "Almost Paradise", el dueto de Ann Wilson y Mike Reno alcanzó el número siete.

### Lista de canciones

#### Edición de 1984
| N.º | Título                                            | Duración |  |
| 1.  | «Footloose» (Kenny Loggins)                       | 3:47     |  |
| 2.  | «Let's Hear It for the Boy» (Deniece Williams)    | 4:22     |  |
| 3.  | «Almost Paradise» (Mike Reno y Ann Wilson)        | 3:49     |  |
| 4.  | «Holding Out for a Hero» (Bonnie Tyler)           | 5:50     |  |
| 5.  | «Dancing In The Sheets» (Shalamar)                | 4:05     |  |
| 6.  | «I'm Free (Heaven Helps the Man)» (Kenny Loggins) | 3:46     |  |
| 7.  | «Somebody's Eyes» (Karla Bonoff)                  | 3:29     |  |
| 8.  | «The Girl Gets Around» (Sammy Hagar)              | 3:23     |  |
| 9.  | «Never» (Moving Pictures)                         | 3:47     |  |

#### Edición de 1998 para el 15 aniversario
| N.º | Título                                                  | Duración |  |
| 10. | «Metal Health (Bang Your Head)» (Quiet Riot)            | 3:55     |  |
| 11. | «Hurts So Good» (John Cougar Mellencamp)                | 3:38     |  |
| 12. | «Waiting for a Girl Like You» (Foreigner)               | 4:49     |  |
| 13. | «Dancing in the Sheets (extended 12" remix)» (Shalamar) | 6:17     |  |

## Footloose(banda sonora de 2011)
Footloose: Music from the Motion Picture, la banda sonora de Footloose, remake de la película homónima de 1984, fue publicada por Atlantic Records y Warner Music Nashville el 27 de septiembre de 2011. Este álbum incluye ocho nuevas canciones y cuatro versiones de temas incluidos en la banda sonora original de 1984. "Footloose" de Kenny Loggins, el tema principal, fue interpretada en versión country por Blake Shelton para el remake. La película comienza con un numeroso grupo de jóvenes bailando la versión original del tema. 

### Lista de canciones
| N.º | Título                                                        | Duración |  |
| 1.  | «Footloose» (Blake Shelton)                                   | 3:39     |  |
| 2.  | «Where the River Goes» (Zac Brown)                            | 3:39     |  |
| 3.  | «Little Lovin» (Lissie)                                       | 4:30     |  |
| 4.  | «Holding Out for a Hero» (Ella Mae Bowen)                     | 5:21     |  |
| 5.  | «Let's Hear It for the Boy» (Jana Kramer)                     | 4:10     |  |
| 6.  | «So Sorry Mama» (Whitney Duncan)                              | 3:43     |  |
| 7.  | «Fake I.D.» (Big & Rich featuring Gretchen Wilson)            | 3:23     |  |
| 8.  | «Almost Paradise» (Victoria Justice y Hunter Hayes)           | 3:37     |  |
| 9.  | «Walkin' Blues» (Cee Lo Green featuring Kenny Wayne Shepherd) | 3:48     |  |
| 10. | «Magic in My Home» (Jason Freeman)                            | 3:13     |  |
| 11. | «Suicide Eyes» (A Thousand Horses)                            | 3:00     |  |
| 12. | «Dance the Night Away» (David Banner)                         | 4:13     |  |